# Nationalbank für Deutschland

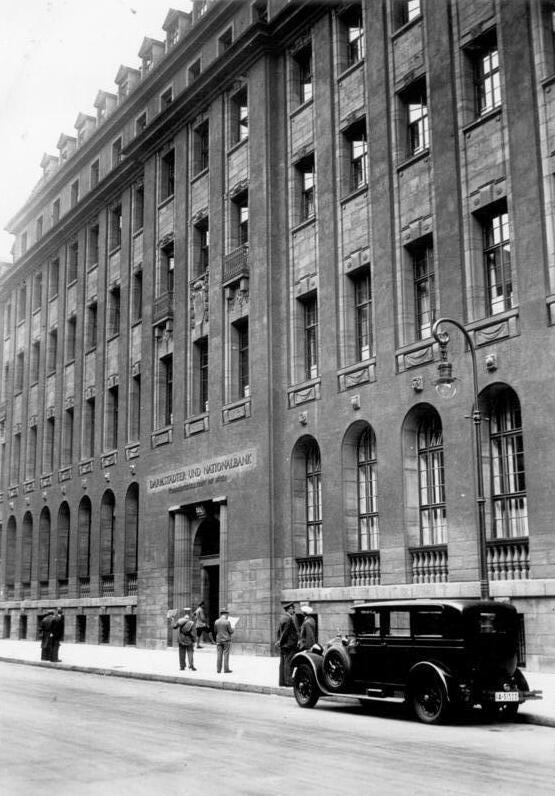
Das 1907 fertiggestellte Hauptverwaltungsgebäude der Nationalbank für Deutschland, später der Darmstädter und Nationalbank in Berlin, Behrenstraße

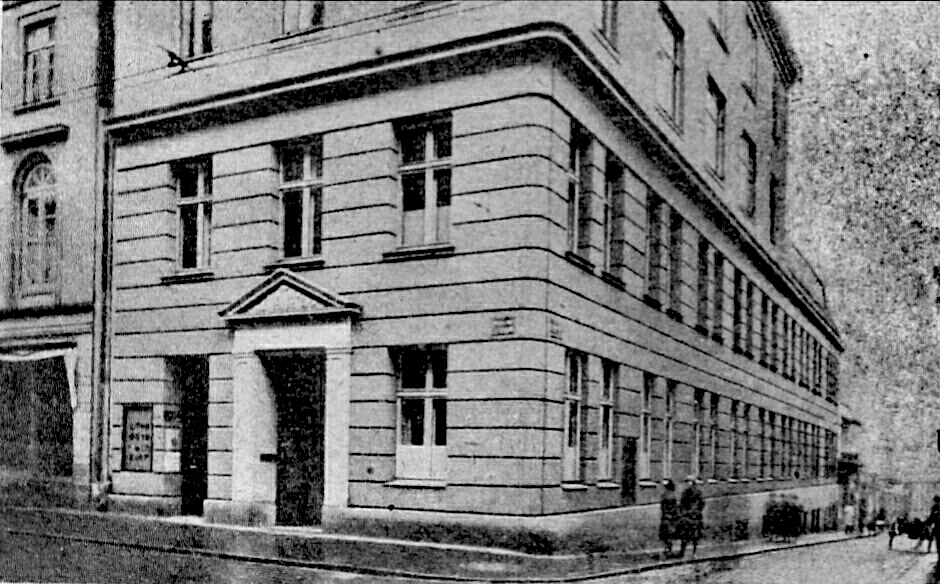
Das neue Gebäude der NfD (früher Holstenbank) in Lübeck (1922)

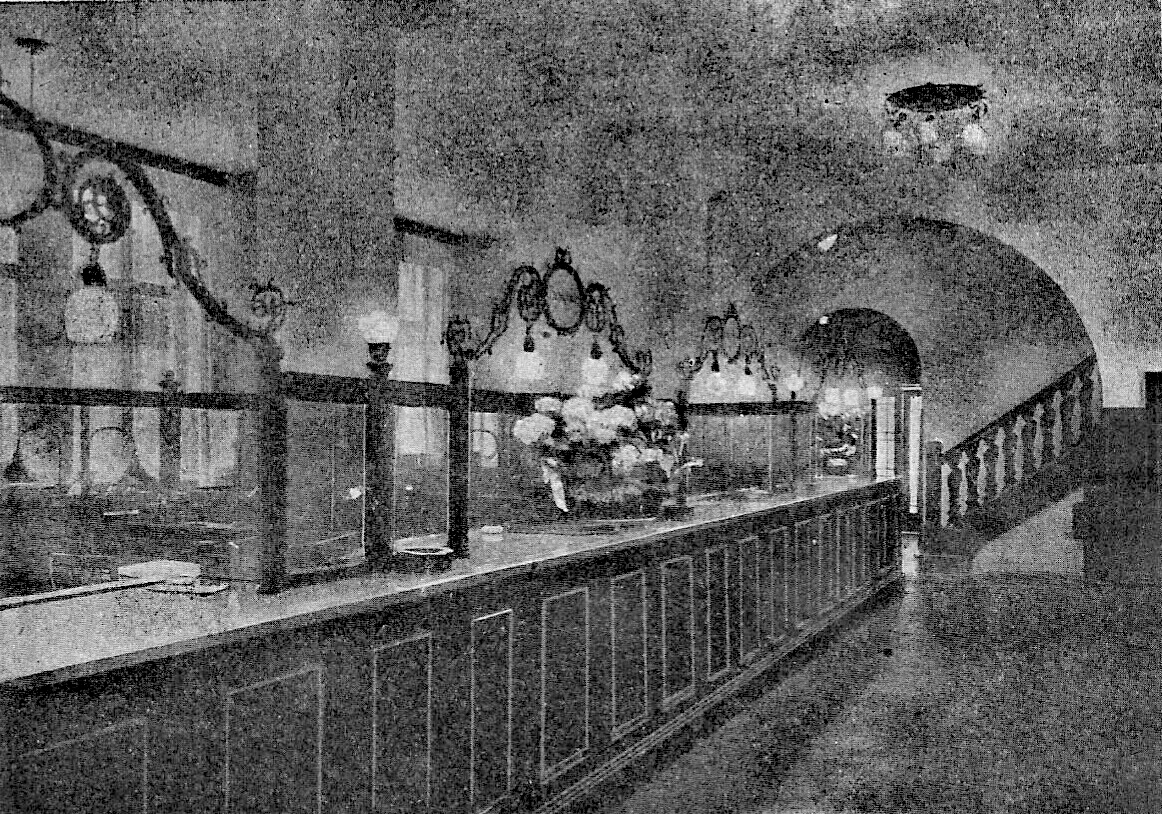
Innenraum der NfD in Lübeck (1922)

Die Nationalbank für Deutschland AG war ein deutsches Kreditinstitut.

## Geschichte
Die Nationalbank für Deutschland AG wurde 1881 in Berlin als rein privates Bankunternehmen ohne öffentlichen Auftrag gegründet. Sie hatte ihren Sitz zunächst Unter den Linden 2, von 1884 bis 1907 dann in der Voßstraße 34, ab 1907 schließlich in der Behrenstraße 68/69. Das Grundkapital, das Anfang 1889 noch bei 27 Millionen Mark (entspricht heute 230 Mio. Euro) lag, stieg bis 1914 auf 105 Millionen Mark (entsprechend 691 Mio. Euro). Ihr Netz an 'Depositenkassen und Wechselstuben' (Filialen) allein im Großraum Berlin baute sie zwischen 1888 und 1922 von vier auf 29 aus. Hier wurden den Privatkunden folgende Dienste angeboten: "An- und Verkauf von Wertpapieren, ausländischen Noten und Geldsorten. – Konto-, Korrent-, Scheck- und Depositen-Verkehr. – Ausstellung von Schecks und Kreditbriefen auf das In- und Ausland. – Einlösung von Wechseldomizilen, von Zins- und Gewinnanteilscheinen. – Aufbewahrung von Wertpapieren mit gesetzlicher Haftung. - Safes" (Anzeige im Berliner Adreßbuch von 1907). Im Jahr 1906 war sie an der Gründung der Deutschen Orientbank beteiligt.
1920 fusionierte die 'Nationalbank für Deutschland' mit der 1871 gegründeten Bremer Deutschen Nationalbank, die seit der Übernahme der Nordwestdeutschen Bank AG 1906 bis ins Ruhrgebiet tätig war. Bei dieser Gelegenheit wurde sie von einer Aktiengesellschaft (AG) in eine Kommanditgesellschaft auf Aktien (KG a. A.) umgewandelt.
1920/21 bildete die 'Nationalbank für Deutschland' mit der Darmstädter Bank für Handel und Industrie die "Bankengemeinschaft Darmstädter-Nationalbank Berlin". Beide Banken übernahmen eine gegenseitige Garantie für Kapital und Reserven in Höhe von über einer Milliarde Mark. Die nebenstehenden Bilder zeigen eine im Mai 1922 in Lübeck neueröffnete Zweigniederlassung. In den dortigen Zeitungen hieß es in jener Zeit, dass die Räume ursprünglich für eine Filiale der Darmstädter Bank vorgesehen waren. Da die Banken aber eine Interessengemeinschaft gebildet hätten, konnten deren Interessen in der Hansestadt durch die Nationalbank vertreten werden. Die beidseitigen Bestrebungen, dass im selben Jahr die vollständige Fusion zur Darmstädter und Nationalbank KG a. A. (Danat-Bank) erfolgen würde, wurde zu jenem Zeitpunkt verschwiegen.

## Direktoren (ab 1920: Gesellschafter)
- Jakob Goldschmidt (1882–1955) 1918–1922
- Generalkonsul Fritz Hincke 1921
- Jacques Levy 1883–1887
- Hermann Loewenfeld (gest. 1891) 1883–1887
- Regierungsrat a. D. Ernst Magnus (1850–1910) 1891–1903
- Ernst Meyer 1882
- Richard Michelet 1882–1884
- Julius Peter (1853–1934) 1888–1901
- C. Rozenraad 1885
- Hjalmar Schacht (1877–1970) 1915–1922
- Martin Schiff (1869–1930) 1908–1914
- Julius Stern (1858–1914) 1883–1914
- August Strube 1921
- Regierungsrat Richard Witting 1904–1910
- Emil Wittenberg (1860–1933) 1912–1921